# 普卢里沃
普卢里沃（法語：Plourivo，法語發音：[pluʁivo]）是法国阿摩尔滨海省的一个市镇，位于该省北部偏西，属于圣布里厄区和甘冈城市圈。

## 地理
普卢里沃（48°44'38"N, 3°4'22"W）面积28.35 平方千米，位于法国布列塔尼大區阿摩尔滨海省，该省份为法国西北部沿海省份，位于布列塔尼半岛北部，北濒大西洋英吉利海峡，西接菲尼斯泰尔省，南至莫尔比昂省，东临伊勒-维莱讷省。
与普卢里沃接壤的市镇（或旧市镇、城区）包括：凯尔福特、潘波勒、康佩尔盖泽内克、伊维亚斯。
普卢里沃的时区为UTC+01:00、UTC+02:00（夏令时）。

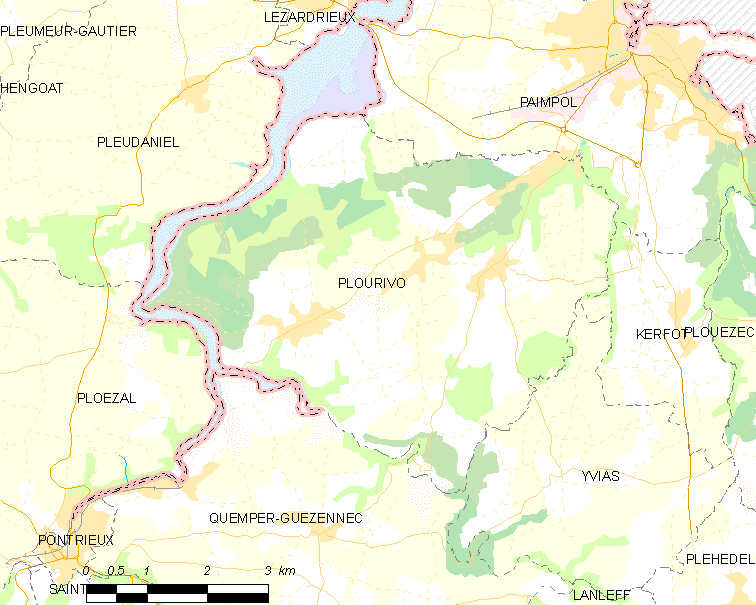
普卢里沃的OSM定位图

## 行政
普卢里沃的邮政编码为22860，INSEE市镇编码为22233。

## 政治
普卢里沃所属的省级选区为潘波勒县。

## 人口

1962-2008年间普卢里沃人口变化图示

普卢里沃于2022年1月1日时的人口数量为2267人。